# 亞歷珊卓皇后鳥翼蝶
亞歷珊卓皇后鳥翼蝶（学名：Ornithoptera alexandrae），又名亞歷山大鳥翼蝶或亞歷山大鳳蝶，是目前發現世界上最大的蝴蝶。牠們是由羅斯柴爾德（Walter Rothschild）於1907年所命名，是為紀念英王愛德華七世的妻子亞歷珊卓皇后。牠們只分佈在新畿內亞東部的北部省。
亞歷山大鳥翼蝶以往是分類在裳鳳蝶屬中，現已分類在鳥翼蝶屬。另有建議將牠們分類在自己的屬中。

## 特徵
雌性亞歷珊卓皇后鳥翼蝶較雄蝶大，翅膀也較圓及闊。雌蝶翼展號稱達31厘米，但實際標本測量雌蝶翼展的測量尺寸約為23-28.5厘米，體長8厘米，重12克。雌蝶的翅膀呈褐色，有白色斑紋，身體呈奶白色，胸部局部有紅色的絨毛。雄蝶較為細小，翅膀也是呈褐色，有虹藍光澤及綠色斑紋，腹部鮮黃色。雄蝶翼展約16-20厘米。牠們有一種形態，後翅有金點。

## 寄生植物
亞歷山大鳥翼蝶的幼蟲在擬馬兜鈴屬上覓食。牠們最初會吃嫩葉，在結蛹前會吃蔓藤。這些植物的葉子及莖上有馬兜鈴酸，對脊椎動物有毒及會積聚在幼蟲體內。成蟲會在木槿屬等的花朵上覓食。

## 生物學
雌性亞歷珊卓皇后鳥翼蝶一生會產約240多顆卵。初出生的幼蟲會先吃其卵殼，再而吃嫩葉。幼蟲呈黑色，有紅色的結節，在中間有奶白色的橫紋。幼蟲會環割寄生的植物，並會到毗連的植物結蛹。蛹呈金黃色或黃褐色，有黑色斑紋。雄蝶蛹有木炭色的斑駁，最終會成為成蟲的特別鱗片。由卵至成蛹約需6星期，而蛹期約1個月或更長。成蟲會選擇在濕度較高的早上破蛹，以避免翅膀乾涸。成蟲壽命約為3個月。牠們的掠食者包括大木林蛛及一些細小的鳥類。
亞歷珊卓皇后鳥翼蝶在早上及黃昏十分活躍，並會在花間覓食。雄蝶在早上會在寄生植物附近尋找雌蝶。雄蝶會徘徊在雌蝶附近，釋出費洛蒙來引發交配。接受雌蝶會讓雄蝶降落，而不接受的雌蝶就會飛走或抗拒交配。雄蝶是極度地盤性的，並會趕走敵人。牠們一般飛得很高，當覓食或產卵時會降下到地上幾米高。

## 威脅
亞歷珊卓皇后鳥翼蝶被世界自然保護聯盟列為瀕危物種，只分佈在新畿內亞北部省近岸雨林的100平方公里內。牠們在當地的數量豐富，但卻需雨林環境來生存。牠們主要的威脅是失去棲息地。而鄰近的拉明頓火山於1950年代爆發亦破壞了大片棲息地。由於牠們數量稀少，故在黑市價值很高。

## 外部連結
- www.butterflycorner.net (English/German)
- Blue Ornithoptera
- Rare Papua New Guinea Butterfly at risk
- Entry at Nagypal.net （页面存档备份，存于）
- Enchanted Learning - Queen Alexandra's Birdwing （页面存档备份，存于）